# List (socha)
List je mramorová skulptura na Fifejdách v Mariánských Horách v Ostravě v Moravskoslezském kraji v geomorfologickém celku Ostravská pánev. Autorem díla je sochař Ondřej Gavlas.

## Historie a popis díla
Netradiční a nenápadná exteriérová skulptura vznikla v roce 2016 v rámci Mezinárodního sochařského sympozia Plesná 2016 v Plesné. Od května 2017 je instalována v Mariánských Horách v parčíku poblíž ulic Jiřího Trnky a Gen. Hrušky. Vysoká a štíhlá skultura, která je umístěna na válcovém soklu, předtavuje list rostliny.

## Další informace
Dílo je celoročně volně přístupné.

## Galerie

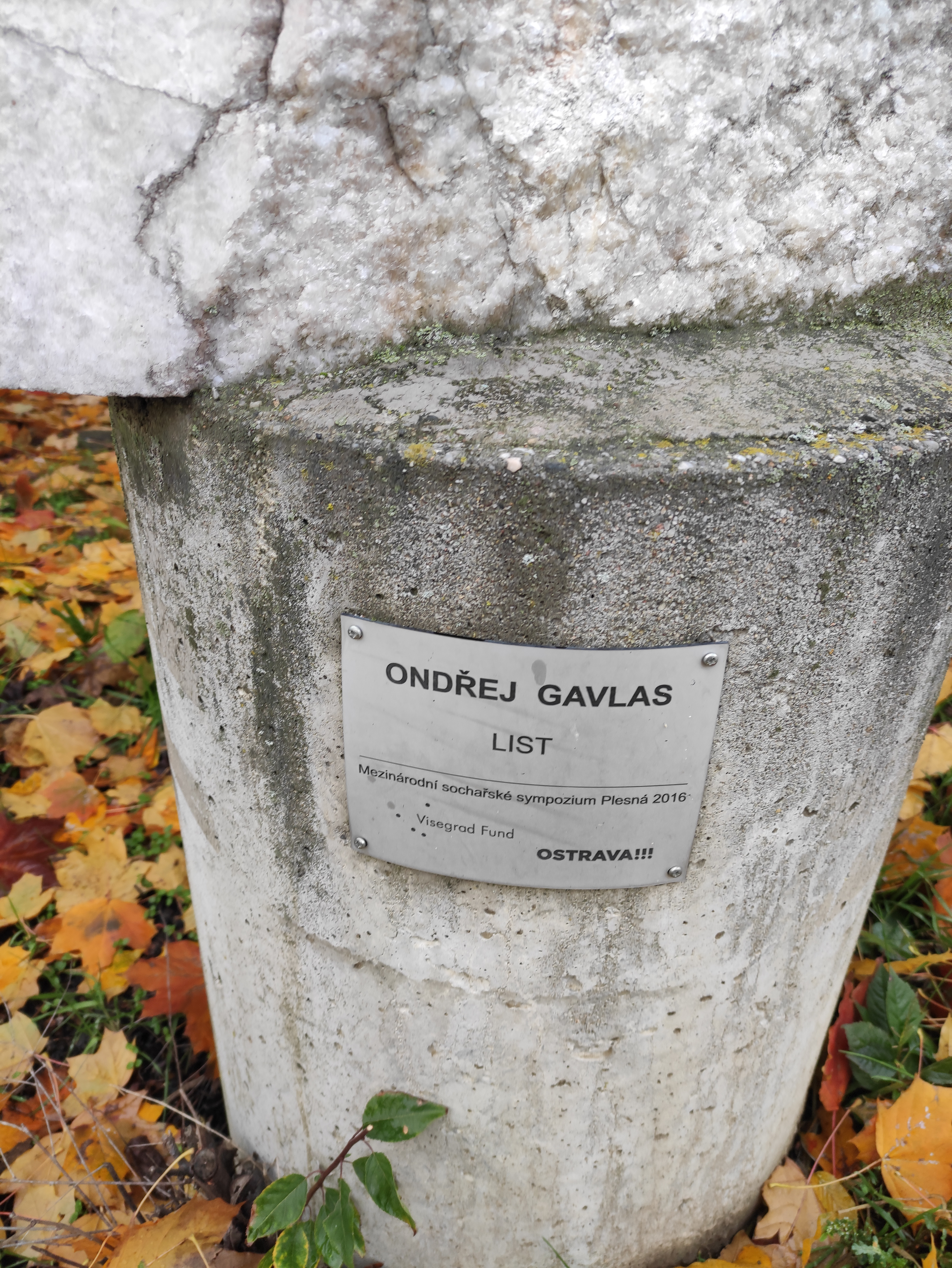
Informační panel umístěný na díle
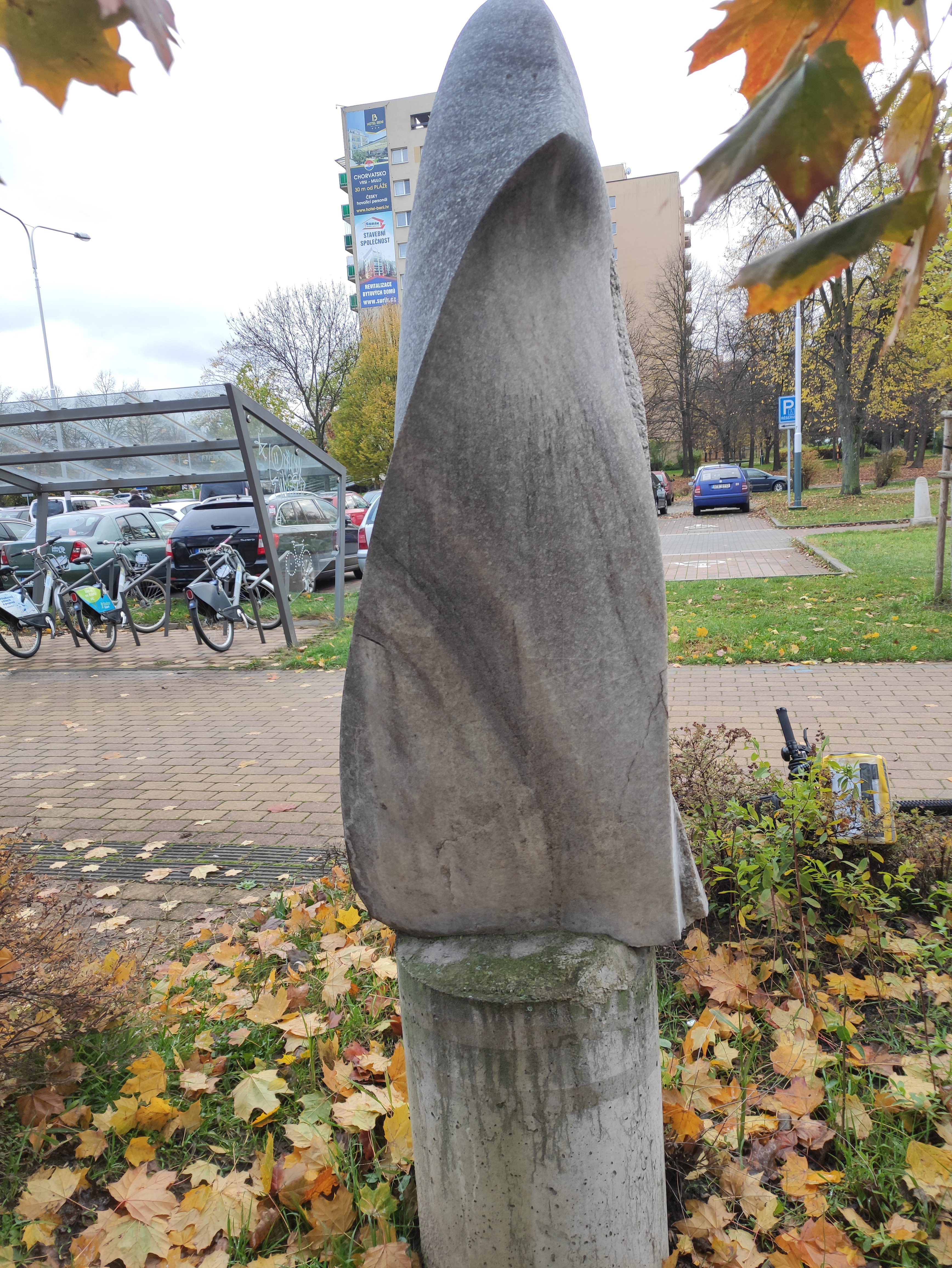
Detail díla